# Het Goede Doel
Het Goede Doel est un groupe néerlandais de pop, originaire d'Utrecht, actif entre 1979 et 1991, en 2001, puis entre 2007 et 2015. Formé autour des chanteurs Henk Temming et Henk Westbroek, le groupe connait plusieurs grands succès dont Vriendschap et België.

## Histoire

### Première période
Le groupe se forme en 1979 autour des frères Westbroek, mais également de Sander van Herk à la guitare, Dennis Ringeling à la basse, Ronald Jongeneel au clavier et Hans Boosman à la batterie. Le groupe joue des musiques néerlandaises aux manifestations de la Confédération syndicale des Pays-Bas. Le bassiste Ringeling est ensuite remplacé par Steven Wienjus. Le groupe enregistre sa première chanson Het leven en 1982. Celle-ci connaît un certain succès et atteint le Tipparade en mars 1982. En septembre 1982, le single Gizelaar connaît le succès. En 1983, België atteint le top 100. En février 1983, le single Vriendshap atteint le top 5, et en avril  de la même année Hou Van Mij est également au hit-parade. En mai 1983, le batteur Hans Boosman quitte le groupe, il est remplacé par Ab Tamboer. Toujours en 1983 sort l'album Tempo Doeloe qui reçoit un accueil moins bon que le précédent. Le morceau Eenvoud se classe 5e au Hitparade néerlandais, et 11e dans le Nederlandse Top 40. Le groupe remporte un disque d'or, un Edison (nl) et la Zilveren Harp (harpe d'argent).
En 1986 sort l'album Mooi En Onverslijtbaar. Les singles issus de l'album Ik Dans Dus Ik Besta, Alles Geprobeerd et Zwijgen deviennent des hits. Le groupe se sépare une première fois en 1991.

### Deuxième période
Fin 2001, Het Goede Doel donne deux concerts de retrouvailles au HMH d'Amsterdam (devise : « 10 years happily apart ») et sort ensuite une compilation de quatre CD intitulée Geef de mensen wat ze willen. Un DVD intitulé Alsof Er Niets Gebeurd Is est également publié, montrant l'enregistrement du concert de reformation, avec des suppléments tels que des interviews des membres du groupe.
Fin 2007, Westbroek enregistre un album dans le studio de Temming. L'album devait à l'origine sortir sous le nom de Henk Westbroek. Pendant les sessions d'enregistrement, la collaboration s'avère si fructueuse qu'il a été décidé de sortir l'album sous le nom de Het Goede Doe, avec le titre Gekkenwerk. L'album connait un grand succès avec plus d'un million de téléchargements légaux. Le single Naast jou est téléchargé légalement plus de 35 000 fois, ce qui donne lieu à une nouvelle réunion et à une tournée qui se termine par un concert de bienfaisance avec d'autres musiciens à l'Ahoy au profit de la Fondation Viafrica. En 2009, ils écrivent le morceau Erop en Erover. Le deuxième album de réunion, intitulé Liefdewerk, sort le 14 février 2011.
Les droits d'auteur et les droits de la personnalité sur les paroles des chansons de Het Goede Doel appartiennent à Henk Temming et Henk Westbroek : en novembre 2015, les deux auteurs-compositeurs somment l'homme politique néerlandais Geert Wilders et son parti, le PVV, de cesser l'utilisation (politique) qu'ils faisaient du tube België (1983). Le 16 mars 2023, Henk Westbroek indique sur 3FM que Het Goede Doel s'était séparé depuis déjà plus de 8 ans auparavant parce qu'il ne lui restait plus grand-chose.

## Membres
- Henk Westbroek – voix[1].
- Henk Temming – voix, clavier[1].
- Sander van Herk – guitare[1].
- Geert Keysers
- Hans van den Hurk – batterie
- Joost Vergoossen – guitare
- Peter Hermesdorf – saxophone
- Richard Ritterbeeks – basse

## Discographie

### Albums studio
- 1982 : België
- 1983 : Tempo doeloe
- 1986 : Mooi en onverslijtbaar
- 1988 : Iedereen is anders volgens het Goede Doel
- 1989 : Souvenir
- 2001 : Geef de mensen wat ze willen
- 2008 : Gekkenwerk
- 2011 : Liefdewerk
- 2013 : Was alles maar precies zoals het was
- 2015 : Overwerk

### Albums live
- 1987 : Live!!!
- 2006 : Alsof er niets gebeurd is...

### Compilations
- 1987 : Het beste van het Goede Doel
- 1991 : Het allerbeste van
- 1993 : The Collection
- 1994 : Het complete hitoverzicht
- 2001 : Geef de mensen wat ze willen: Het beste van Het Goede Doel
- 2012 : Het Goede Doel - België (Hoe lang nog)